# 六氰合钴(III)酸镧
六氰合钴(III)酸镧是一种无机化合物，化学式为La[Co(CN)6]。它可由硝酸镧和钴氰化钾反应，沉淀得到。其五水合物加热可以失水，在230°C由白色变为浅蓝色，继续加热时会在290°C转变为深蓝色。浅蓝色的物质在空气中放置，转变为五水合物，而深蓝色物质在空气中放置，转变为粉色。